# Reiterhammer
Der Reiterhammer ist eine langstielige Schlagwaffe der Reiter, ähnlich dem Streithammer, mit spitzgeschliffener Klinge und Hammerfläche, die dazu dienten, die gegnerische Rüstung einzudellen oder aufzubrechen. Der Reiterhammer ist eine Abwandlung des Streithammers mit verlängertem Stiel, zum Gebrauch vom Pferderücken bestimmt. Die Klingen- oder Hammerform entspricht denen der Streithämmer. Ein Unterscheidungsmerkmal ist der Gürtelhaken, der oft bei Reiterhämmern vorkommt.

## Geschichte
Der Reiterhammer (auch Fausthammer oder Papagei, franz. marteau d´armes de cavalier, engl. horseman’s hammer, auch horseman’s pick) wurde etwa Mitte des 15. Jahrhunderts bei europäischen Reitertruppen eingeführt. Weite Verbreitung fand er in Italien, Frankreich und Deutschland. Als seine verheerende Wirkung gegen Rüstungen offensichtlich wurde, bediente sich auch die Ritterschaft dieser Waffe. Der Schlag eines Reiterhammers konnte den Helm und die Brustpanzerung aufreißen, den Gegner allein durch den Aufschlag kampfunfähig machen oder die Rüstung derart beschädigen, dass der Träger sich nicht mehr richtig bewegen oder atmen konnte.
In den Kürassierregimentern des Kaisers Maximilian II. (HRR) trugen die Rottmeister Hämmer mit überlangen Klingen (Stacheln), die als Waffe und gleichzeitig als Würdezeichen dienten. Ende des 15. Jahrhunderts trat die Sitte auf, die Schlagflächen der Hämmer mit diamantförmigen Spitzen, Figuren oder Monogrammen auszustatten. Ursprüngliche Absicht war es, durch diese Änderungen die Schlagwirkung zu erhöhen. Die Änderungen hatten keine Auswirkungen auf die Schlagwirkung und wurden dennoch beibehalten. Dazu heißt es bei Boeheim: „Entstanden in der Absicht den Schlag gefährlicher zu machen, führte die Sitte zur plumben Rennomisterei mit der Begründung, die Hand des Helden an den Leichen der Gefallenen wiederzuerkennen.“ (Wendelin Boeheim: Handbuch der Waffenkunde Seite: 366)
Mit dem Aufkommen der Feuerwaffen verlor der Reiterhammer seine Bedeutung. In der Übergangszeit wurden kurzläufige Steinschlossschussvorrichtungen an Streithämmer angebaut (wie auch bei anderen Schlagwaffen), jedoch setzten die Feuerwaffen sich endgültig durch. Vereinzelt wurde er von den ungarischen Truppen als eine Art Gehstock, oder als Waffe auf Reisen genutzt. Sie wurden im 17. Jahrhundert durch Bajonette abgelöst.